# Свет, Гершон
Гершо́н Свет (ивр. גרשון סוויט‎, англ. Gershon Swet; 1 января 1893, Шпола — 19 июля 1968, Нью-Йорк) — журналист, историк, участник сионистского движения. Свет имел дружеские отношения с семьёй художника Леонида Пастернака.

## Биография
Гершон Свет родился 1 января 1893 в Шполе Звенигородского уезда Киевской губернии, в семье Мендла Света и Сары Островской. Обучался дома и в гимназии, после чего в 1917-м поступил в Киевский Университет, затем, в 1920-м, в Одесский Университет, где учился на философско-историческом факультете.
Гершон Свет начал работать журналистом с 1917 года. Гершон Свет в 1921 году бежал в Кишинёв (тогда Королевство Румыния), где работал журналистом в газетах, которые публиковались на русском языке и идише, служил дирижёром в синагоге.
Переехав в 1922 году в Берлин, он продолжает журналистскую деятельность, работая в Варшавской газете на идише Дер Момент, и в 1927-м начинает сотрудничать с газетой «Гаарец».
В Берлине Гершон Свет познакомился с четой Пастернак, Леонидом Осиповичем и Розалией Исидоровной, после чего они стали друзьями. Гершон Свет дружил также и с дочерьми Пастернаков, Жозефиной Леонидовной и Лидией Леонидовной, с которыми он вёл переписку. Часть писем сохранилась и находится в архивах США и Израиля. Гершон Свет посвятил ряд газетных публикаций Леонид Осиповичу, в которых рассматривал различные аспекты жизни и творчества известного русского художника.
В 1932-м он женился на Юдифе Валь, чей отец был Ханан Валь, проживающий в Берлине. После прихода к власти в Германии национал-социалистов, они эмигрировали во Францию, а в 1935 году — в Палестину, где Свет работал в редакции «Гаарец».
Одной из основных тем, которые интересовали Гершона Света, была музыка. Он редактировал в 1938-м журнал Musica Hebraica. Гершон Свет подготовил несколько лекций о еврейской музыке, литературе, и др. для радио Голос Иерусалима.
С 1948-го Гершон Свет жил в Нью-Йорке, где работал корреспондентом при ООН. Он также работал радиоведущим, подготавливая программы на русском и идише.
Свет также публиковался в газетах Русская мысль (Париж), Новое русское слово, Едиот ахронот, и был пресс-секретарём Еврейского агентства. Он принимал активное участие в сионистском движении.
Гершон Свет умер 19 июля 1968 в Нью-Йорке.

### Книги
- Гершон Свет. Русские евреи в музыке. (Опубликовано в сборнике: Книга о русском еврействе, от 1860-х годов до революции 1917 г., Нью-Йорк, 1960)
- Гершон Свет. Русские евреи в сионизме и в строительстве Палестины и Израиля. (Опубликовано в сборнике: Книга о русском еврействе, от 1860-х годов до революции 1917 г., Нью-Йорк, 1960)
- Гершон Свет. Еврейская религия в Советской России. (Опубликовано в сборнике: Книга о русском еврействе (1917—1967). Авторы: А.Седых, Фрумкин Я. Г., Аронсон Г. Я., Гольденвейзер А. А. и др. Издательство: Союз русских евреев, Нью-Йорк, 1968)
- Гершон Свет. Евреи в русской музыкальной культуре в советский период. (Опубликовано в сборнике: Книга о русском еврействе (1917—1967). Авторы: А.Седых, Фрумкин Я. Г., Аронсон Г. Я., Гольденвейзер А. А. и др. Издательство: Союз русских евреев, Нью-Йорк, 1968)
- Гершон Свет. Еврейский театр в Советской России. (Опубликовано в сборнике: Книга о русском еврействе (1917—1967). Авторы: А.Седых, Фрумкин Я. Г., Аронсон Г. Я., Гольденвейзер А. А. и др. Издательство: Союз русских евреев, Нью-Йорк, 1968)

### Избранные статьи
- Гершон Свет. У Л. О. Пастернака: К открытию его выставки в Берлине. Сегодня. № 286, 18 дек., 1927. С. 5[4]
- Гершон Свет. Чествование С. И. Юрока. Новое русское слово. Четверг, 26 января 1961[8]
- Гершон Свет. Первый концерт Рихтера. Новое русское слово. Воскресенье, 18 апреля 1965[9]